# Maksim Skawysz
Maksim Skawysz (ros. Максим Скавыш, Maksim Skawysz; ur. 13 listopada 1989 w Mińsku) – białoruski piłkarz, grający na pozycji napastnika, reprezentant Białorusi.

## Kariera klubowa
W marcu 2012 roku został wypożyczony z BATE Borysów do Biełszyny Bobrujsk.
| Sezon   | Klub                    | Kraj     | Rozgrywki        | Mecze | Bramki |
| ------- | ----------------------- | -------- | ---------------- | ----- | ------ |
| 2007    | BATE Borysów            | Białoruś | Wyszejszaja liha | 1     | 0      |
| 2008    | BATE Borysów            | Białoruś | Wyszejszaja liha | 16    | 0      |
| 2009    | BATE Borysów            | Białoruś | Wyszejszaja liha | 25    | 12     |
| 2010    | BATE Borysów            | Białoruś | Wyszejszaja liha | 26    | 9      |
| 2011    | BATE Borysów            | Białoruś | Wyszejszaja liha | 21    | 3      |
| 2012    | Biełszyna Bobrujsk      | Białoruś | Wyszejszaja liha | 30    | 4      |
| 2012/13 | Bałtika Kaliningrad     | Rosja    | Pierwyj diwizion | 11    | 3      |
| 2013/14 | Bałtika Kaliningrad     | Rosja    | Pierwyj diwizion | 31    | 3      |
| 2014/15 | Bałtika Kaliningrad     | Rosja    | Pierwyj diwizion | 15    | 1      |
| 2015    | Tarpieda-BiełAZ Żodzino | Białoruś | Wyszejszaja liha | 12    | 1      |
| 2016    | Tarpieda-BiełAZ Żodzino | Białoruś | Wyszejszaja liha | 14    | 7      |
| 2016/17 | Hapoel Kfar Saba        | Izrael   | Ligat ha'Al      | 8     | 0      |
| 2017    | Tarpieda-BiełAZ Żodzino | Białoruś | Wyszejszaja liha | 30    | 9      |
| 2018    | BATE Borysów            | Białoruś | Wyszejszaja liha | 29    | 11     |
| 2019    | BATE Borysów            | Białoruś | Wyszejszaja liha | 25    | 10     |
| 2020    | BATE Borysów            | Białoruś | Wyszejszaja liha | 29    | 19     |